# Ignace Wognin
Ignace Wognin (né le 20 novembre 1931 à Molonou, mort le 15 mars 1999 en Côte d'Ivoire), est l'un des premiers footballeurs ivoiriens ayant évolué dans le championnat de France.
Il a été le plus prolifique parmi les attaquants ivoiriens ayant évolué en France. De 1956 à 1966, il a joué à Sète, Angers, Lens et Limoges et a inscrit 101 buts en championnat, D1 et D2 confondus.
À deux reprises, de 1966 à 1969 et de 1976 à 1978, il sera l'entraineur de l'ASEC Mimosas.